# Mwene-Ditu
Mwene-Ditu (Alternativschreibung Muene-Ditu) ist eine Stadt in der Provinz Lomami der Demokratischen Republik Kongo mit etwa 198.000 Einwohnern.